# フットルース (曲)
「フットルース」（Footloose）は、ケニー・ロギンスによる1984年のシングルである。映画『フットルース』の主題歌であり、アメリカ合衆国のBillboard Hot 100で3週連続1位、1984年の年間チャートでは4位となった。日本のオリコン洋楽シングルチャートでは1984年5月21日付から4週連続1位を獲得。
アメリカン・フィルム・インスティチュートによる『アメリカ映画主題歌ベスト100』では96位となった。

## チャート順位
| チャート (1984)                    | 最高 順位 |
| ---------------------------------- | --------- |
| アメリカ合衆国 Billboard Hot 100   | 1         |
| カナダシングル・チャート           | 1         |
| イギリスシングル・チャート         | 6         |
| ドイツシングル・チャート           | 4         |
| オーストリアシングル・チャート     | 8         |
| スイスシングル・チャート           | 4         |
| オーストラリアシングル・チャート   | 1         |
| ニュージーランドシングル・チャート | 1         |
| 日本オリコン洋楽シングルチャート   | 1         |

| 先代 "Jump" by ヴァン・ヘイレン                                       | Billboard Hot 100 シングル1位 1984年3月25日 - 1984年4月14日 (3週)                        | 次代 「見つめて欲しい」 by フィル・コリンズ   |
| 先代 「ガールズ・ジャスト・ワナ・ハヴ・ファン」 by シンディ・ローパー | RPM Singles Chart シングル1位 1984年4月14日 - 1984年4月21日                              | 次代 「見つめて欲しい」 by フィル・コリンズ   |
| 先代 "Eat It" by アル・ヤンコビック                                   | オーストラリア・ケント・ミュージック・レポート シングル1位 1984年5月14日 - 1984年5月26日 | 次代 「ハロー」 by ライオネル・リッチー       |
| 先代 「ハロー」 by ライオネル・リッチー                               | ニュージーランド・シングル・チャート 1984年6月1日 - 1984年6月28日                        | 次代 "I'm Only Shooting Love" by Time Bandits |

## カバー
- アル・ヤンコビック、pureNRG、Jive Bunny and the Mastermixersによりカバーされた。
- 2011年のリメイク映画『フットルース 夢に向かって』のサウンドトラックでブレイク・シェルトンによってカバーされた。2011年9月のアメリカ Billboard ホット・カントリー・ソングチャートでは57位となった。また、ショーン・シルヴィアが監督したミュージック・ビデオが10月に公開された[6]。

## 楽曲の使用
- 日本マクドナルドが限定発売したハンバーガー｢BigAmerica｣シリーズのCM曲として使用された。